# Зелёное (Софиевский район)
Зелёное (укр. Зелене) — село,
Николаевский сельский совет,
Софиевский район,
Днепропетровская область,
Украина.
Код КОАТУУ — 1225284404. Население по переписи 2001 года составляло 10 человек .

## Географическое положение
Село Зелёное находится в 2-х км от левого берега реки Базавлук,
на расстоянии в 1,5 км от села Катерино-Наталовка.
По селу протекает пересыхающий ручей.
Рядом проходит железная дорога, станция Платформа 303 км в 1,5 км.